# Sletterhage
Sletterhage er den sydlige spids på Helgenæs, der er en halvø beliggende syd for Mols Bjerge og Djursland. Sletterhage Fyr, der er opført i 1894, er beliggende her. Ca. én kilometer nordøst for Sletterhage findes Tyskertårnet. 
56°05′43″N 10°30′46″Ø / 56.0953°N 10.5128°Ø